# Ariton
Ariton ist eine Town im nordwestlichen Dale County im US-amerikanischen Bundesstaat Alabama.

## Geographie
Ariton liegt im Südosten Alabamas im Süden der Vereinigten Staaten. Aritons geographische Koordinaten lauten 31° 36′ N, 85° 43′ W (31.598204, -85.718761).
Nahegelegene Orte sind unter anderem Ozark (8 km südlich), Clio (18 km nordöstlich), Brundidge (10 km nordwestlich) und Troy (25 km nordwestlich).
Nach den Angaben des United States Census Bureau hat Ariton eine Gesamtfläche von 13,2 km2, ohne nennenswerte Gewässerflächen.

## Verkehr
Durch Ariton verlaufen als Main Street die Alabama State Route 51 und Alabama State Route 123.
Zwei Kilometer westlich der Stadt verläuft außerdem der U.S. Highway 231, der auf einer Länge von 1468 Kilometern von Indiana bis nach Florida verläuft.
AL 51 führt nordostwärts nach Clio und südwestlich zum U.S. Highway 231, während AL 123 westwärts zum U.S. Highway 231 und südostwärts zum County Seat Ozark.

## Demographie

### United States Census 2000
Zum Zeitpunkt des United States Census 2000 bewohnten Ariton 772 Personen. Die Bevölkerungsdichte betrug 58,8 Personen pro km2. Es gab 335 Wohneinheiten, durchschnittlich 25,5 pro km2. Die Bevölkerung in Ariton bestand zu 69,30 % aus Weißen, 29,27 % Schwarzen oder African American, 0,13 % Native American, 0 % Asian, 0 % Pacific Islander, 0 % gaben an, anderen Rassen anzugehören und 1,30 % nannten zwei oder mehr Rassen. 0 % der Bevölkerung erklärten, Hispanos oder Latinos jeglicher Rasse zu sein.
Die Bewohner Aritons verteilten sich auf 220 Haushalte, von denen in 39,2 % Kinder unter 18 Jahren lebten. 47,1 % der Haushalte stellten Verheiratete, 20,6 % hatten einen weiblichen Haushaltsvorstand ohne Ehemann und 27,8 % bildeten keine Familien. 26,5 % der Haushalte bestanden aus Einzelpersonen und in 15,7 % aller Haushalte lebte jemand im Alter von 65 Jahren oder mehr alleine. Die durchschnittliche Haushaltsgröße betrug 2,52 und die durchschnittliche Familiengröße 3,02 Personen.
Die Bevölkerung verteilte sich auf 28,5 % Minderjährige, 8,4 % 18–24-Jährige, 27,7 % 25–44-Jährige, 18,4 % 45–64-Jährige und 17,0 % im Alter von 65 Jahren oder mehr. Der Median des Alters betrug 36 Jahre. Auf jeweils 100 Frauen entfielen 84,2 Männer. Bei den über 18-Jährigen entfielen auf 100 Frauen 72,0 Männer.
Das mittlere Haushaltseinkommen in Ariton betrug 25.781 US-Dollar und das mittlere Familieneinkommen erreichte die Höhe von 27.250 US-Dollar. Das Durchschnittseinkommen der Männer betrug 17.639 US-Dollar, gegenüber  US-Dollar bei den Frauen. Das Pro-Kopf-Einkommen belief sich auf 11.502 US-Dollar. 25,9 der Bevölkerung und 25,1 % der Familien hatten ein Einkommen unterhalb der Armutsgrenze, davon waren 24,5 % der Minderjährigen und 22,2 % der Altersgruppe 65 Jahre und mehr betroffen.

## Persönlichkeiten
- Big Mama Thornton (1926–1984), Sängerin